# Roxy Hunter i mityczna syrenka
Roxy Hunter i mityczna syrenka (ang. Roxy Hunter and the Myth of the Mermaid, 2009) – amerykański film familijny wyprodukowany przez Nickelodeon. Film opisuje dalsze przygody Roxy Hunter i jej najlepszego przyjaciela – Maxa. Film doczekał się kontynuacji filmu Roxy Hunter i straszny Halloween.

## Opis fabuły
Roxy Hunter (Aria Wallace) i jej najlepszy przyjaciel Max (Demetrius Joyette) wyruszają na poszukiwanie dziewczyny zwanej Annie (Ashleigh Rains), która jest syrenką.

## Obsada
- Aria Wallace – Roxy Hunter
- Demetrius Joyette – Max
- Robin Brûlé – Susan Hunter
- Yannick Bisson – Jon Steadman
- Ashleigh Rains – Annie
- Dennis Akayama – Kyoto
- Roger Dunn – Szeryf Tom
- Jeffrey R. Smith – Saul
- Jayne Eastwood – Mable Crabtree
- Tyler Fyfe – Tommy
- Connor Fyfe – Timmy
- Gerry Mendicino – Nikos
- Deborah Grover – Panna Slausen
- Kevin Jubinville – Kip
- Austin Macdonald – Andy
- Connor McAuley – Seth
- Joe Pingue – Deputy Potts
- Gord Rand – Louis
- Julian Richings – Pan Tibers
- Vik Sahay – Rama
- Cliff Saunders – Dessie